# Белија (Венеција)
Белија (итал. Bellia) је насеље у Италији у округу Венеција, региону Венето.
Према процени из 2011. у насељу је живело 20 становника. Насеље се налази на надморској висини од 10 м.